# ورونیکا چمیدریس
ورونیکا(نام علمی: Veronica chamaedrys) نام یک گونه از سرده سیزاب است.